# Polyphylla nikodymi
Polyphylla nikodymi är en skalbaggsart som beskrevs av De Wailly 1997. Polyphylla nikodymi ingår i släktet Polyphylla och familjen Melolonthidae. Inga underarter finns listade i Catalogue of Life.